# Caimital Alto
Caimital Alto es un barrio ubicado en el municipio de Aguadilla en el estado libre asociado de Puerto Rico. En el Censo de 2010 tenía una población de 3989 habitantes y una densidad poblacional de 443,21 personas por km².

## Geografía
Caimital Alto se encuentra ubicado en las coordenadas 18°26′33″N 67°6′25″O / 18.44250, -67.10694. Según la Oficina del Censo de los Estados Unidos, Caimital Alto tiene una superficie total de 9 km², de la cual 8.99 km² corresponden a tierra firme y (0.06%) 0.01 km² es agua. Caimital Alto además se encuentra en la colindancia con Moca, Puerto Rico.

## Demografía
Según el censo de 2010, había 3989 personas residiendo en Caimital Alto. La densidad de población era de 443,21 hab./km². De los 3989 habitantes, Caimital Alto estaba compuesto por el 81.42% blancos, el 9.23% eran afroamericanos, el 0.08% eran amerindios, el 0.23% eran asiáticos, el 0.03% eran isleños del Pacífico, el 6.84% eran de otras razas y el 2.18% pertenecían a dos o más razas. Del total de la población el 99.25% eran hispanos o latinos de cualquier raza.